# 小行星5956
小行星5956（5956 d'Alembert）是一颗绕太阳运转的小行星，为主小行星带小行星。该小行星于1988年2月13日发现。

## 轨道参数
小行星5956的轨道半长轴为2.7126598 UA，离心率为0.290。